# Robert Berkhofer
Robert Berkhofer – amerykański historyk (mediewista).
Wychował się w Ann Arbor w stanie Michigan. Doktorat uzyskał na Harvard University w 1997. W latach 1998–2000 pracował na Western Kentucky University. Obecnie wykładowca na Western Michigan University.
Autor książki Day of Reckoning: Power and Accountability in Medieval France (2004) oraz artykułów publikowanych m.in. w "Past and Present".